# Svømmeklub
En svømmeklub er en sportsklub, hvor medlemmerne dyrker svømning, og andre former for vandsport der kan finde sted i en svømmehal.

## Andre former for vandsport
Eksempelvis:
- vandpolo
- synkronsvømning
- udspring
- livredning

## Organisatorisk tilhørsforhold
Langt de fleste svømmeklubber i Danmark er medlem af enten DGI eller Dansk Svømmeunion.
Flere klubber er medlem af begge organisationer.
I 2006 var der i Danmark 204 svømmeklubber, som var medlemmer af Dansk Svømmeunion.